# Trần Tấn (chính khách)
Trần Tấn (1927–2010) là đảng viên Đảng Cộng sản và chính khách Việt Nam, Ủy viên Ban Chấp hành Trung ương Đảng Cộng sản Việt Nam khóa VI, Thứ trưởng Bộ Nội thương, Chủ tịch Ủy ban nhân dân thành phố Hà Nội, Bí thư Đảng ủy Ngoài nước.
Ông có tên khai sinh là Đoàn Rạng. Quê quán: xã Hữu Hòa, huyện Thanh Trì, thành phố Hà Nội.

## Quá trình hoạt động cách mạng
Ngày tham gia cách mạng: cuối năm 1944
Ngày vào Đảng ngày 30 tháng 9 năm 1945
– Từ khởi nghĩa đến đầu năm 1946 tham gia giành chính quyền 3 huyện Thanh Trì, Thường Tín, Phú Xuyên; Ủy viên Ủy ban Dân tộc giải phóng huyện Thường Tín.
– Từ đầu năm 1946 đến tháng 6 năm 1948, Bí thư Huyện ủy kiêm Chủ nhiệm Việt Minh huyện Bình Lục; Tỉnh ủy viên Tỉnh ủy Hà Nam phụ trách các huyện Bình Lục, Lý Nhân, Duy Tiên.
– Từ tháng 6 năm 1948 đến tháng 6 năm 1951: Cán bộ Ban Thi đua Trung ương, Phái viên Ban Kiểm tra Trung ương Đảng, kiêm Phái viên Thanh tra Chính phủ.
– Từ tháng 6 năm 1951 đến cuối năm 1956: Tỉnh ủy viên Tỉnh ủy Bắc Giang, kiêm chính trị viên Tiểu đoàn chủ lực tỉnh, kiêm phụ trách vùng hậu địch của tỉnh Bắc Giang. Sau làm chính trị viên tỉnh đội và tham gia Thường vụ Tỉnh ủy, rồi phụ trách Thường trực Tỉnh ủy; có thời gian kiêm Trưởng ban Tuyên huấn, kiêm Trưởng ty Công an, kiêm Trưởng ban Tổ chức tỉnh. 
Từ giữa năm 1953 đến năm 1955 là Quyền Bí thư Tỉnh ủy Bắc Giang.

## Tham gia công tác quản lý kinh tế
– Từ giữa năm 1957: ông chuyển về công tác tại Bộ Thương nghiệp làm Phó ban Thanh tra Bộ Thương nghiệp (nay là Bộ Công thương), Phó Giám đốc Tổng Công ty Dược phẩm. Phó ban Cải tạo công thương nghiệp tư doanh Bộ Thương nghiệp; Vụ trưởng Vụ Quản lý hành chính thương nghiệp; Vụ trưởng Vụ Kế hoạch, Vụ trưởng Vụ Kinh doanh.
Năm 1972: Viện trưởng Viện Kinh tế kỹ thuật Bộ Nội thương (nay là Bộ Công thương).
– Tháng 5 năm 1975, ông được Trung ương cử đi nghiên cứu tình hình các tỉnh sau giải phóng rồi về Văn phòng Trung ương Cục Miền Nam theo dõi công tác X2.
Cuối năm 1975 ông được đề bạt Thứ trưởng Bộ Nội thương, Thành ủy viên, Ủy viên UBND Thành phố Hồ Chí Minh kiêm Giám đốc Sở Thương nghiệp.

## Tham gia chính quyền Thành phố Hà nội
– Từ tháng 4 năm 1981 được Ban Bí thư Trung ương điều về Hà Nội làm Thường vụ Thành ủy, Phó Chủ tịch UBND thành phố Hà Nội phụ trách Khối tài chính thương nghiệp.
– Đại hội Đảng toàn quốc lần thứ V (tháng 3 năm 1982) ông được bầu làm Ủy viên dự khuyết Ban Chấp hành Trung ương Đảng. Phân công làm Phó Bí thư Thường trực Thành ủy Hà Nội 
– Đại hội Đảng toàn quốc lần thứ VI (tháng 12 năm 1986) được bầu Ủy viên Ban Chấp hành Trung ương Đảng. Tháng 1 năm 1987, Phó Bí thư Thành ủy, Chủ tịch UBND thành phố Hà Nội thay cho ông Trần Vỹ. Đến năm 1990 người kế nhiệm ông là ông Lê Ất Hợi
– Từ tháng 3 năm 1990 đến tháng 9 năm 1995: ông giữ chức Bí thư Ban Cán sự Đảng ngoài nước (nay là Đảng ủy Ngoài nước);
– Tháng 10 năm 1995 ông nghỉ hưu, sống tại TP Hồ Chí Minh và mất năm 2010 .
Ông là đại biểu Quốc hội khóa VIII; Chủ tịch Ủy ban Đoàn kết hữu nghị Việt Nam – Nicaragoa.

## Khen thưởng
Ông đã được tặng thưởng: Huy hiệu 60 năm tuổi Đảng; Huân chương Hồ Chí Minh; Huân chương Chiến thắng hạng Nhất; Huân chương Kháng chiến chống Pháp hạng Nhất, Huân chương Kháng chiến chống Mỹ hạng Nhất, nhiều huân, huy chương, kỷ niệm chương khác.